# Vad sköldpaddan sade till Akilles

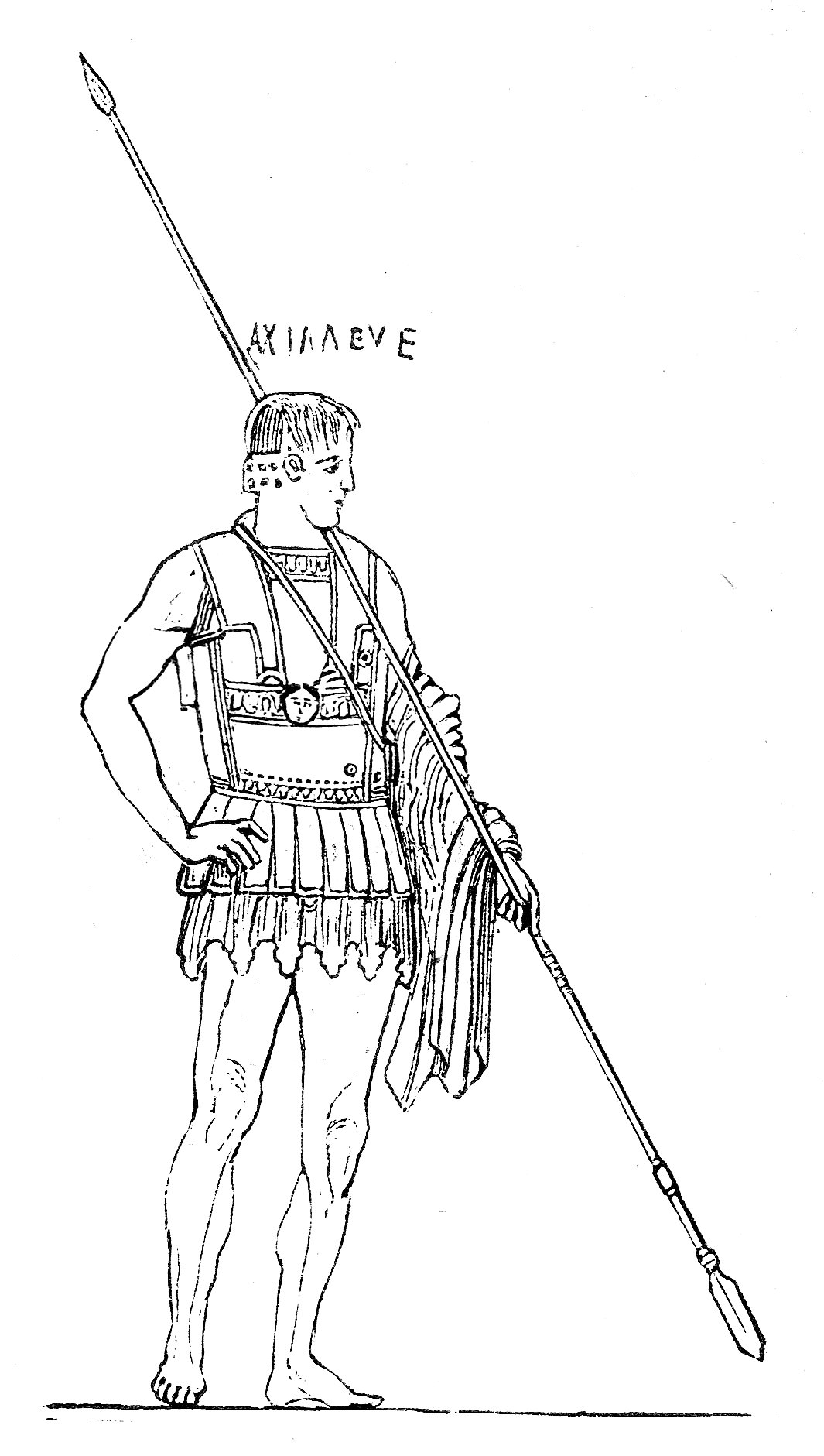
Den grekiske hjälten Akilles, från en antik vasmålning

Vad sköldpaddan sade till Akilles (engelska What the Tortoise Said to Achilles) är en kortfattad artikel av den brittiske matematikern och författaren Lewis Carroll (egentligen Charles Dodgson) från 1895 för den filosofiska facktidskriften Mind (svensk översättning i Sigma: En matematikens kulturhistoria). I artikeln ifrågasätter sköldpaddan giltigheten i ett logiskt argument som bygger på modus ponens. Akilles försöker övertyga sköldpaddan genom att lägga till fler och fler premisser i argumentet, vilket leder till en oändlig regress.

## Sammanfattning
Artikeln beskriver en dialog mellan en sköldpadda och den grekiske hjälten Akilles, där sköldpaddan frågar efter vad det kan finnas för skäl att acceptera den första satsen i Euklides Elementa:
- A: De som är lika ett och samma är sinsemellan lika.
- B: De båda sidorna i denna triangel är lika med ett och samma.
- Alltså Z: De båda sidorna i denna triangel är sinsemellan lika.

Sköldpaddan och Akilles är överens om att det är möjligt att förneka slutsatsen Z om man förnekar någon av premisserna A eller B. Men sköldpaddan undrar också om det är möjligt att underkänna slutsatsen trots att man godtar premisserna, genom att inte acceptera resonemangets giltighet. Sköldpaddan frågar alltså om det kan finnas någon som inte accepterar den hypotetiska satsen "Om A och B är sanna, så måste Z vara sann". Akilles går med på att det kan finnas en sådan person. Sköldpaddan kan tänka sig att acceptera villkorssatsen, men bara under förutsättning att Akilles lägger till den i resonemanget. Alltså måste argumentet omformuleras:
- A: De som är lika ett och samma är sinsemellan lika.
- B: De båda sidorna i denna triangel är lika med ett och samma.
- C: Om A och B är sanna, så måste Z vara sann.
- Alltså Z: De båda sidorna i denna triangel är sinsemellan lika.

Problemet är nu att sköldpaddan, även om han accepterar premissen C, inte ser något skäl att acceptera det nya resonemanget i sin helhet. Akilles föreslår då ytterligare en premiss D, "Om A och B och C är sanna, så måste Z vara sann". Sköldpaddan accepterar genast denna hypotetiska sats om den läggs till i listan över premisser, men ställer genast frågan om varför det nya resonemanget ska accepteras, och så vidare. Listan över premisser växer i det oändliga, utan att sköldpaddan har övertygats om argumentets giltighet.

## Analys
Flera filosofer har försökt lösa Carrolls paradox. Den brittiske logikern Bertrand Russell har kortfattat behandlat denna "oändliga regression med mer och mer komplicerade implikationer" i The principles of Mathematics (1903), där analysen bygger på distinktionen mellan logisk implikation ("Om p, så q") och en slutledning ("p, alltså q"). En implikation är endast en relation mellan två satser, jämfört med slutledningen där p verkligen är sann. Enligt detta resonemang kan sköldpaddans ståndpunkt avvisas, eftersom den felaktigt bygger på att slutledningen till Z från A och B förutsätter att implikationen "Om A och B är sanna, så måste Z vara sann" accepteras.
Filosofen Peter Winch beskriver i The Idea of a social Science and its relation to Philosophy (1958) paradoxen som en illustration av det faktum att "slutledningsprocessen, som trots allt är central för logiken, är något som inte kan representeras i logiska formler. [...] Att lära sig göra slutledningar kan inte reduceras till att kombinera logiska satser, utan innebär att lära sig göra någonting". För Winch är dialogens sensmoral ett specialfall av en mer generell slutsats: att det inte går att reducera en mänsklig aktivitet till en mängd logiska begrepp.